# Willis Jackson
Willis „Gator“ Jackson (* 25. April 1928 in Miami, Florida; † 25. Oktober 1987 in New York City) war ein US-amerikanischer Jazzmusiker (Tenorsaxophonist).

## Diskografische Hinweise
- Call of the Gators (Delmark) Kompilation seiner R&B-Aufnahmen aus den Jahren 1949/1950
- Please Mr Jackson (Prestige/OJC) Jack McDuff, Tommy Potter, Alvin Johnson, Bill Jennings
- Legends of Acid Jazz (Prestige, 1959/60) Kompilation der LPs Blue Gattor und Cookin’ Sherry mit McDuff, Jennings, Wendell Marshall, Milt Hinton
- Legends of Acid Jazz – Keep On A Blowin’ (Prestige, 1960/62) Kompilation der LPs Keep On A Blowin’ und Thunderbird mit McDuff, Freddie Roach, Potter, Marshall, Hinton Ray Barretto
- Gravy (Prestige) Kompilation der LPs Grease ’n’ Gravy und The Good Life, mit Pat Martino, Leonard Gaskin
- Nuther’n Like Thuther’n (Prestige, 1963/64) Kompilation der LPs More Gravy und Boss Shoutin’ mit Martino, Sam Jones, George Tucker
- Willis Jackson with Pat Martino (Prestige, 1964)
- West Africa (Muse, 1974) mit Ted Dunbar, Mickey Tucker, Bob Cranshaw, Freddie Waits, Richard Landrum, Sonny Morgan